# Field of Fire
Field of Fire est un jeu vidéo de type wargame créé par Roger Damon et publié par Strategic Simulations en 1984 sur Apple II, Atari 8-bit et Commodore 64. Le jeu se déroule pendant la Seconde Guerre mondiale et permet au joueur de prendre le contrôle d’une unité de la 1re division d'infanterie américaine qu’il doit commander au cours de huit missions.

## Système de jeu
Dans Field of Fire, le joueur commande les troupes américaines et affronte les soldats allemands contrôlés par l’ordinateur. Le jeu simule des combats tactiques et se focalise donc sur de petites parties d’affrontement plus large. Huit scénarios et une campagne sont proposés dans le jeu, le joueur pouvant choisir entre trois niveaux de difficulté différents. Chaque mission met le joueur aux commandes d’une escouade composé d’entre 20 et 30 hommes et assisté par quelques tanks.  Chaque tour commence avec une phase d’observation lors de laquelle le joueur peut consulter des informations sur ses troupes. Le joueur peut ensuite donner des ordres à ses unités : d’abord pour les attaques, ensuite pour les déplacements. Quand tous les ordres ont été donnés, le programme les exécute et le joueur peut alors observer les troupes se déplacer et tirer. Les commandes sont sélectionnées avec le joystick ou avec trois touche du clavier.

## Publication
Développé par Roger Damon, Field of Fire est publié par Strategic Simulations en octobre 1984 sur Apple II et Atari 8-bit, puis porté en 1985 sur Commodore 64.

## Accueil
| Field of Fire |      |       |
| Média         | Nat. | Notes |
| CGW           | US   | 2.5/5 |
| Tilt          | FR   | 4/6   |
| Zzap!64       | RU   | 96 %  |

Après sa sortie, Field of Fire est encensé en 1985 par le journaliste Patrick Kelley du magazine Analog Computing qui le décrit comme un wargame « magistral » et qui salue ses innovations, dont notamment la personnification des unités – chacune ayant un nom et une histoire –  qui donne, selon lui, un certain « panache » au jeu. Il fait également l’éloge de son système de jeu, qui parvient d’après lui à simuler les combats de manière « excitante » et « réaliste ». Il conclut ainsi qu’il constitue une « excellente simulation » de combat tactique d’infanterie, qui peut être apprécié aussi bien des débutants que des vétérans du genre sans se révéler lassante et dont le seul défaut réside dans la documentation, qu’il juge parfois incomplète ou imprécise. La même année, Field of Fire est également encensé par le journaliste James Delson du magazine Family Computing qui le décrit comme un des meilleurs jeux et « un des meilleurs wargames » disponible sur ordinateur. Il le compare d’abord favorablement au précédent titre de Roger Damon, Operation Whirlwind, qu’il considère pourtant comme un des jeux les plus passionnants de l’année précédente. Il le juge en effet « plus complexe » et « plus complet » que son prédécesseur, grâce notamment à la présence, à la tête de chaque unité, d’un personnage disposant de caractéristiques propres qui influent sur le comportement et l’efficacité de celle-ci. Il salue également sa grande variété de scénario ainsi que la possibilité de régler le niveau de difficulté qui, selon lui, permet aux joueurs de prendre en main le jeu à leurs rythmes . Dans le palmarès de l'année 1985 du magazine Family Computing, James Delson le désigne donc logiquement comme la « meilleure simulation tactique » de l'année en expliquant notamment qu’en se concentrant sur des affrontements à petite échelle, le jeu offre des fonctionnalités issues aussi bien des wargames que des jeux vidéo de rôle. Toujours en 1985, Field of Fire est également bien accueilli par le journaliste James Trunzo du magazine Compute!, même si celui-ci est moins enthousiaste que ses confrères. En effet, si celui-ci juge le jeu « très bon » et plutôt facile à prendre en main, il note qu’il est desservi par quelques défaut, dont notamment un déséquilibre entre les force en présence .  
Après sa sortie en France, Field of Fire est testé en 1986 par le magazine Tilt dans un dossier consacré aux wargames. L'auteur du test estime qu'il est facile d'accès grâce à une interface ergonomique qui permet au joueur de « se concentrer uniquement sur la stratégie ». Il le considère donc comme un « bon jeu » et juge qu'il est idéal pour « s'initier à l'art du wargames ».
Rétrospectivement, le journaliste Jay Selover du magazine Computer Gaming World explique en 1987 que les wargames conçus par Roger Damon sont généralement facile à prendre en main et que Field of Fire ne fait pas exception. Il juge d'ailleurs que cette facilité d'utilisation est un des points forts du jeu par rapports à d'autres wargames tactiques comme Computer Ambush ou Under Fire. Au niveau des graphismes, il note que les cartes des huit scénarios du jeu sont « bien faites » mais regrette que les icones représentant les troupes soient difficile à distinguer et qu'il est donc difficile de différencier les différentes types d'unités. Il critique également le manque de variété des scénarios proposés qui, d'après lui, réduit son interêt sur le long terme. Compte tenu de ces défauts, il ne recommande le jeu qu'aux débutants en matière de wargame sur ordinateur.